# Чайка (човен)
Ча́йка (тур. şayka, серб. шајка, словен. šajka, пол. czajka) — безпалубний веслово-вітрильний човен, що використовувався запорізькими козаками у XVI—XVII ст. Подібні човни зі схожими назвами також використовувались на прикордонних територіях Османської імперії іншими народами, зокрема сербами на річках Сава і Дунай і словенцями на річці Драва у XVI—XIX ст. Човен мав вигляд звичайної довбанки з нарощеними по боках за допомогою декількох рядів дошок бортами. Човен міг бути завдовжки до 22 метрів і завширшки до 4 м. Ззовні бортів, для покращення остійності човна кріпився пояс з оберемків очерету. Чайки мали поперечні перегородки й лави, 10-15 пар весел, носове і кормове кермові весла і вміщували до 70 осіб. Могли бути озброєні щоглою з чотирикутним прямим вітрилом і декількома фальконетами (гармати малого калібру).

## Етимологія

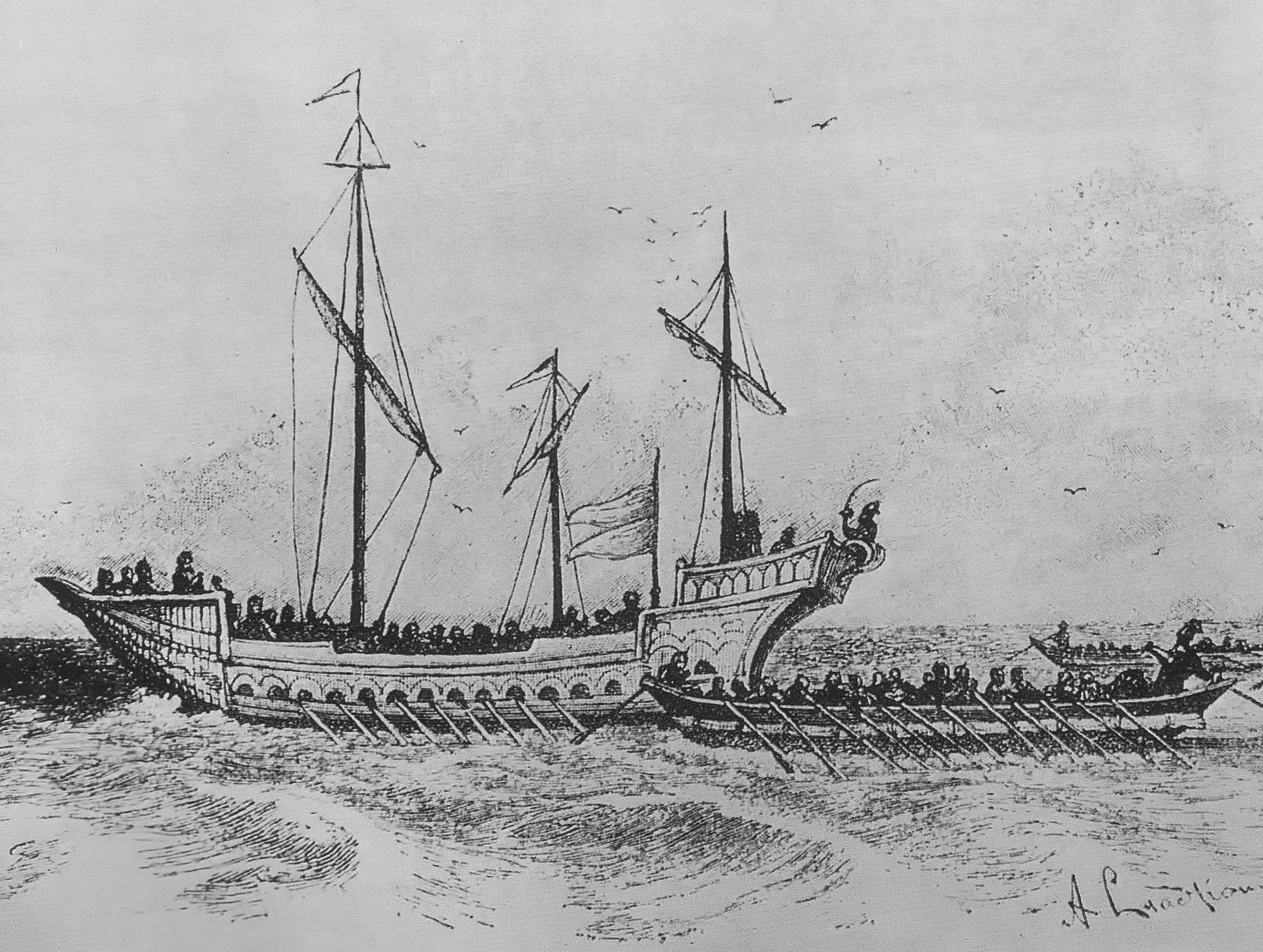
Запорожці на «чайках» нападають на турецьку галеру

Існують кілька версій походження назви «чайка»:
1. Від тур. şayka, şayika — «трищогловий корабель» (надалі могло зазнати контамінації з укр. чайка). Припускають, що звідси походить і слово «шайка» («зграя», «банда», первісне значення — «екіпаж піратського корабля»)[3]
2. Дмитро Яворницький вважав, що назва «чайка» походить від татарського «каїк», тобто «круглий човен»[3][4].
3. Назва пішла від староруської назви невеликого судна «шайки», яке широко застосовувалося ушкуйниками. Очевидно, шайка мала округлу форму. Так само називали і круглу посудину для миття в лазні. Через розбійницьку вдачу ушкуйників, назва судна перенеслася і на його команду[4].
4. За фольклорними версіями, поки що не підтвердженими будь-яким фактологічним, документальним чи лінгвістичним обґрунтуванням, назва походить від птаха чайки і підкреслює легкість, швидкість і маневреність човна[4].

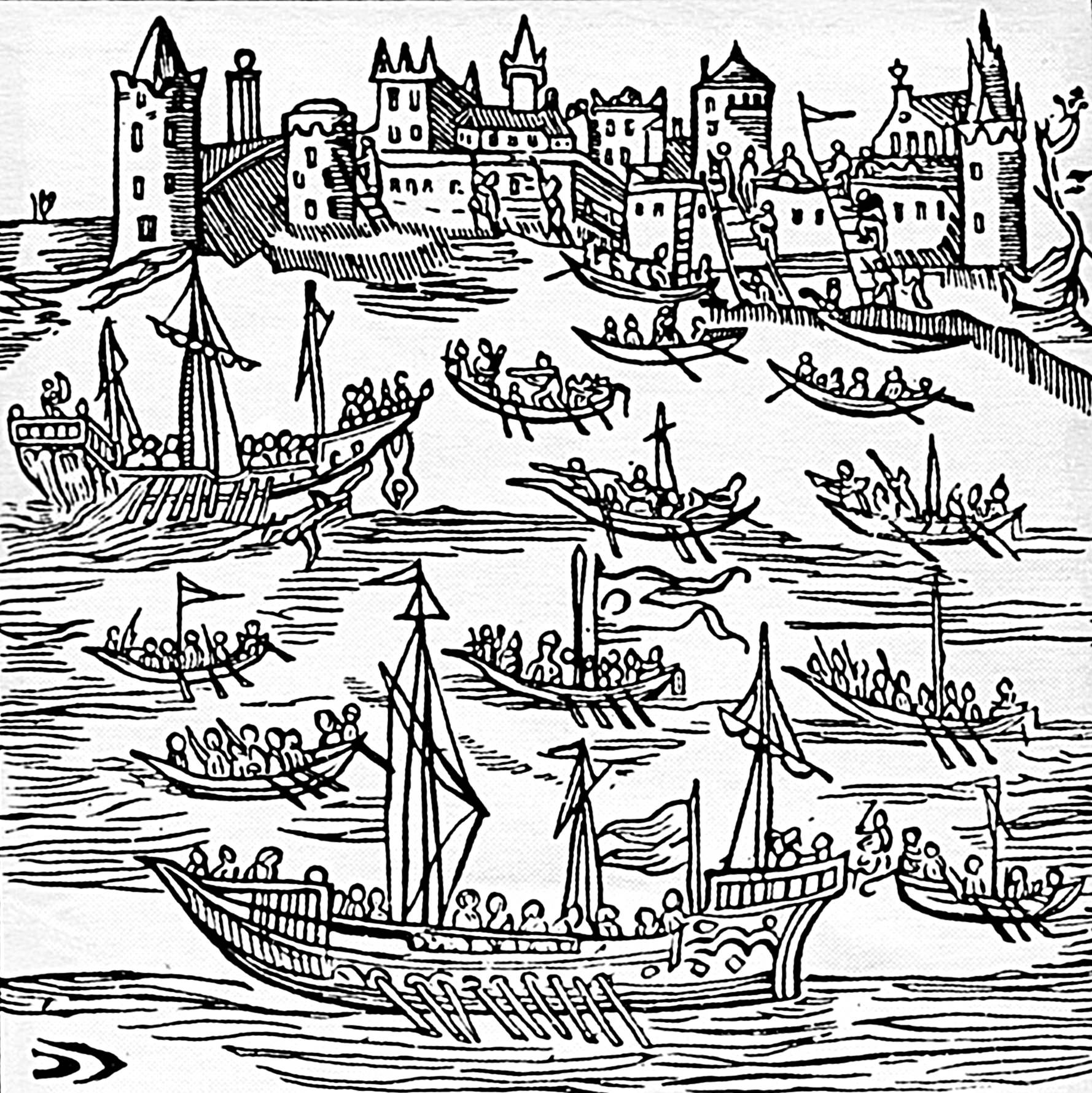
Запорожці на «чайках» під головуванням гетьмана Петра Сагайдачного знищують турецький флот і захоплюють Кафу 1616 року

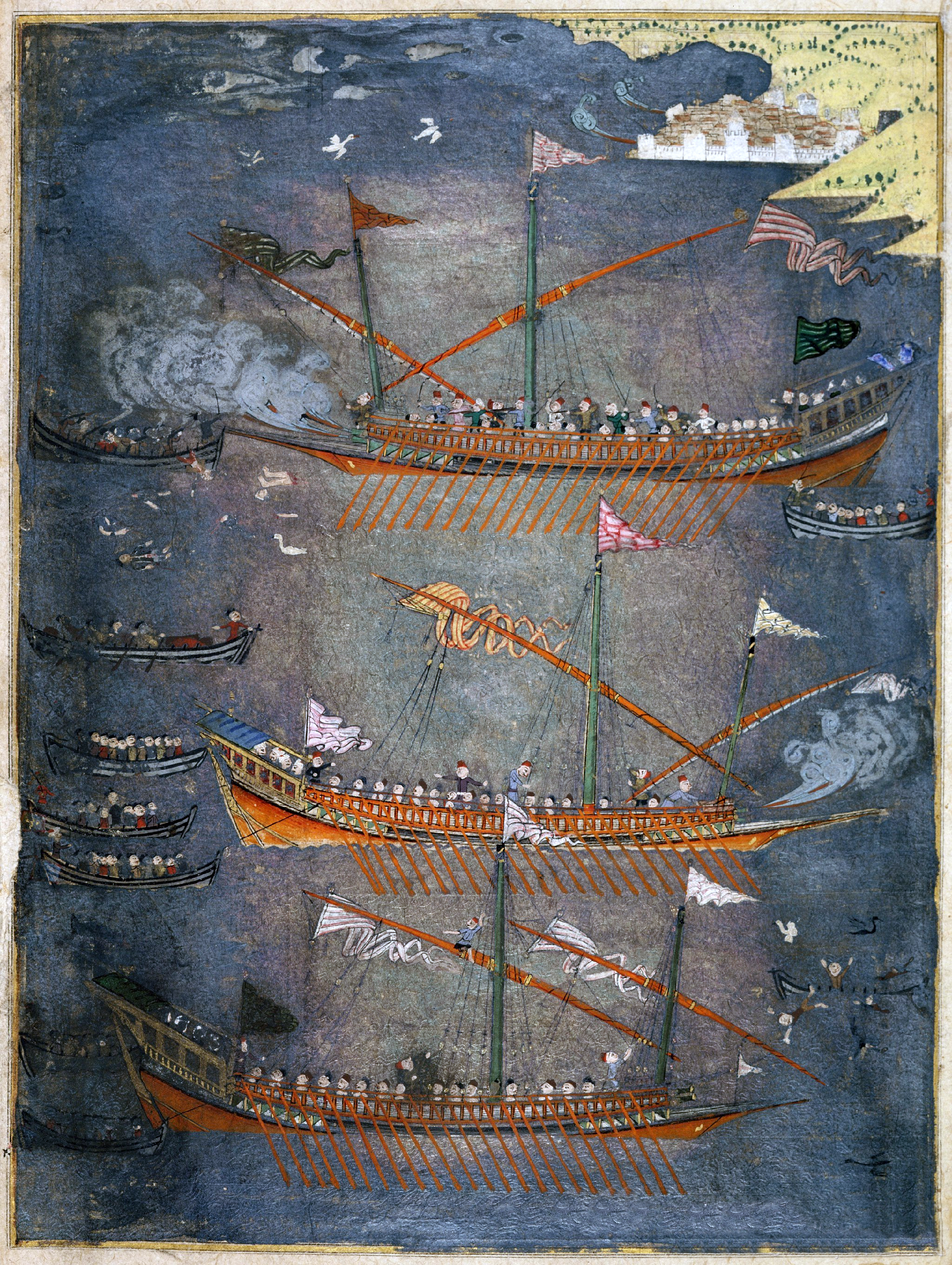
Зіткнення козацьких чайок з османськими галерами в Чорному морі, близько 1636 року. Робота османського невідомого автора (Британська бібліотека).

## Конструкція
Довжина човна складала від 15 до 22 м, ширина — до 4 м., осадка — 1,5 метра.
Головною частиною чайки була довбанка довжиною близько 15 метрів, видовбана з єдиного стовбура липи, осики, верби або дуба, що одночасно слугувала кілем і днищем човна. До довбанки по боках нарощувались борти за допомогою декількох рядів дошок, з'єднаних між собою по клінкерній технології (внапуск). Дошки обшивки бортів кріпились до шпангоутів дерев'яними кілками (нагелями), через кожні 4 нагелі вбивався металевий цвях з круглою головкою. Корпус конопатився конопляним або лляним клоччям і смолився. Ззовні бортів човна прив'язувались оберемки очерету, які покращували загальну остійність і плавучість судна, та, можливо, амортизували удари при зіткненні і захищали екіпаж від обстрілу.
Чайки приводились в рух за допомогою 10-15 пар весел. Судна також іноді були озброєні зйомною 4-метровою щоглою з прямим прямокутним вітрилом, що могло допомагати рухатись тільки за попутного вітра. Судно мало гострі і схожі за формою ніс та корму і не мало кормового стерна, управління здійснювалось за допомогою бічних кермових весел, що були розташовані з обох кінців човна, дозволяючи йому, таким чином, рухатись в обох напрямках, не здійснюючи розворот.
Судно могло бути озброєне однією чи декількома легкими гарматами типу фальконет з калібром 30-50 мм. Екіпаж чайки складав 40-50 чоловік, таким чином, крім веслярів на човні могли розміститися ще додатково 20-30 озброєних козаків.
У будівництві чайок брали участь до 60-ти майстрів. На її спорудження йшло два тижні. За гетьманування Івана Мазепи на один козацький човен, окрім дерева, витрачалося 13 пудів заліза, 2 діжки смоли, 200 аршинів полотна, 20 сажнів линви, 3 пуди клоччя, 195 аршинів різних шнурів для підв'язування очерету. Доречно вказати, що на будівництво однієї турецької галери витрачалося 150 центнерів заліза, 168 центнерів мотузок і канатів на снасті.

## Описи очевидців

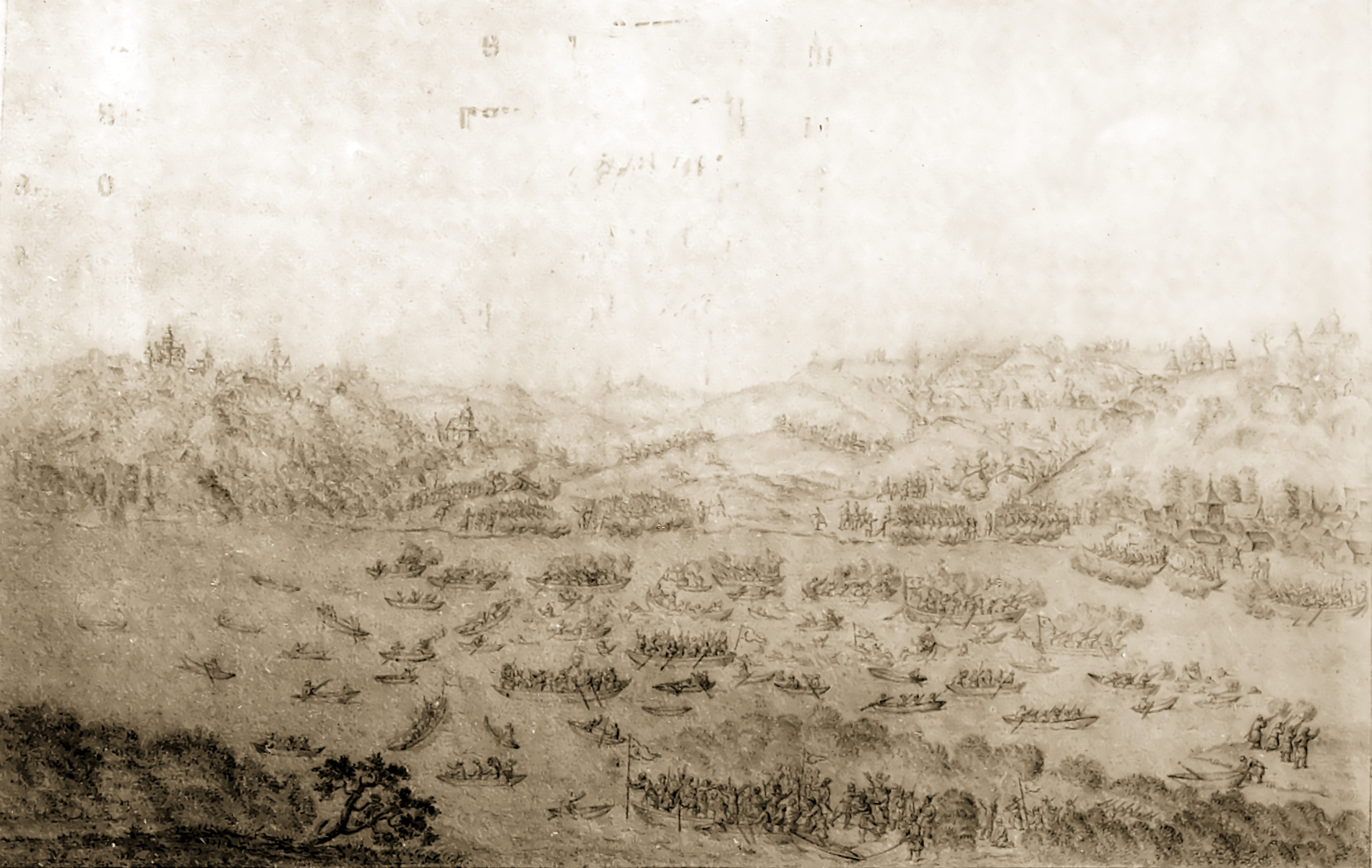
Розгром козаками литовської флотилії на Дніпрі 1651 р.

Французький інженер Гійом Боплан, який у XVII столітті перебував на польській службі і керував будівництвом фортець в Україні, писав:
|  | «Козаки будують човни довжиною 60, шириною від 10 до 12, і глибиною і 12 футів. Човни ці без кіля, дно їх складається з видовбаної вербової або липової колоди, довжиною близько 45 футів, воно обшивається з боків на 12 футів догори дошками, завдовжки від 10 до 12, і завширшки 1 фут і прибиваються одна до одної так точно, як і при побудові річкових суден... Довжина човна поступово збільшується догори: це ясніше видно із прикладеного малюнка. На ньому можна помітити товсті канати з очерету, які обвиті ликами або глодом й, як зв'язані бочечки, обхоплюють човен від корми до носа... Човни козацькі, маючи з кожного боку по 10-15 весел, плавають на веслах швидше за турецькі галери... Помічають же ворожий корабель чи галеру швидше, ніж турки помітять їх човни, що піднімаються над морською поверхнею не більше ніж на 2,5 фути». |

1634 року італійський місіонер і префект Кафи Еміддіо Дортелі д‘Асколі описує чайки (saiche) як довгі видовбані з єдиного стовбура човни із шаром соломи по бортах для підвищення плавучості та з екіпажем у півсотні козаків. За його словами, зібравши 30, 40, 50 та навіть 300 таких суден, козаки виходять в море, нападають на кораблі та спустошують турецькі міста на чорноморських берегах.

## Використання

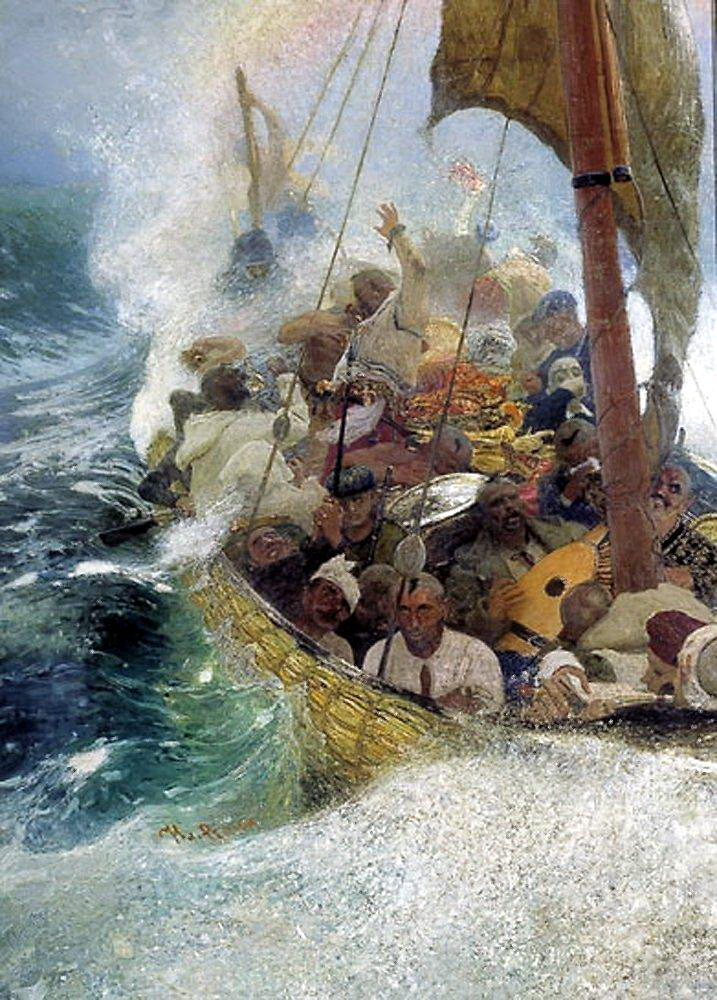
Козаки на чайці у Чорному морі. З картини І.Репіна (1908)

За своїми конструктивними особливостями, для свого часу (XVI та XVII століття) чайка була доволі архаїчним судном. Такі риси, як відсутність кіля і кормового стерна, використання за основу корабля довбанки, обшивка корпусу за клінкерною технологією, забезпечення остійності за рахунок в'язанок соломи і озброєння єдиним прямим чотирикутним вітрилом не давали можливість змагатись цьому судну у відкритому морі з тогочасними османськими, а тим паче європейськими військовими кораблями. Проте для виконання своїх безпосередніх завдань — організації піратських рейдів вздовж узбережжя Чорного моря та здійснення несподіваних нападів із засідок на торгові судна чи незахищені поселення із подальшими швидким відступом, чайки підходили майже ідеально, оскільки через малі розміри були малопомітними здалеку на морі, маневреними і на коротких відстанях достатньо швидкими (сучасники, зокрема Боплан, зауважували, що козацькі чайки на коротких дистанціях були швидші за турецькі галери), а пласке днище і низька осадка дозволяли їм утікати від переслідування мілиною чи ховатись в прибережних очеретяних хащах, де їх не могли переслідувати великі морські кораблі. Османські та європейські джерела часто згадують про ефективні морські набіги козаків в кінці XVI та в першій половині XVII століть, а описи завданих ними масових руйнувань та вбивств нагадують історії про напади готів на Візантію за 1200 років до того. Вже в XVI ст. запорізькі козаки на своїх човнах «...так далеко по Черному морю заезжали, что и близ Царьграда были, и многие при оном море лежащие на берегах местечки, села и деревни разоряли…». За описами турецького мандрівника та письменника Евлії Челебі, в першій половині XVII ст. грецькі православні селяни довкола Синопу навіть перестали доглядати за своїми городами, бо були певні, що їх все одно потолочать козаки.
Пік активності козацьких морських рейдів припадає на перші десятиліття XVII століття, приблизно з 1600 по 1640 роки. Врешті-решт туркам вдалось суттєво обмежити козацькі піратські напади, розмістивши укріплені залоги в гирлі Дніпра, які не давали великим козацьким флотиліям виходити в море, хоча дрібні загони спинити було майже неможливо.
Одним з останніх відомих випадків використання козацьких чайок став епізод, коли останній кошовий отаман Задунайської січі Йосип Гладкий добровільно здав козацький флот росіянам під час Російсько-турецької війни (1828—1829). Зрадивши присягу османам, які надали козакам прихисток після знищення Катериною ІІ в 1775 році Запорізької Січі, 6 травня 1828 року Гладкий покинув Задунайську Січ напризволяще і втік на чайках з п'ятьмастами козаками Георгіївським гирлом Дунаю у напрямку Ізмаїла, де розташовувались російські війська. Він захопив із собою похідну Січову церкву, скарбницю, військові клейноди, хоругви та грамоти султана і австрійського цісаря, які підтверджували козацькі вольності. 9 травня козаки Гладкого зустрілися з аванґардом російського донського козацького корпусу. У російському таборі Йосип Гладкий поклав до ніг цареві Миколі І старовинні козацькі бойові клейноди, які вдалось врятувати під час руйнування Запорізької Січі, отримавши за це медаль з царським портретом. Він показав місце для переправи російської армії через Дунай і організував саму переправу на козацьких чайках, за що був нагороджений росіянами орденом святого Георгія та званням полковника.

## Відновлення

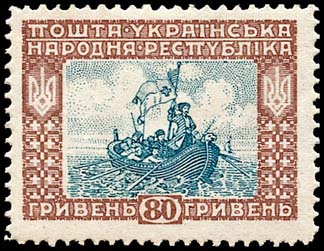
Не випущена марка 1920 р. — Запорожці на Чорному морі

У ХХ і ХХІ ст. українські археологи віднайшли залишки декількох «чайок». Частину з них відновлено. На думку генерального директора Національного заповідника «Хортиця» Максима Остапенка «У прісній воді дерев'яні частини зберігаються набагато краще, а якщо вони знаходяться ще й під шаром мулу і піску, то вони взагалі пречудові».
Підводний археолог із Запоріжжя Валерій Нефедов, на дні Дніпра неподалік Хортиці у 1998 році виявив судно з дерев'яною основою.